# Diego el Cigala

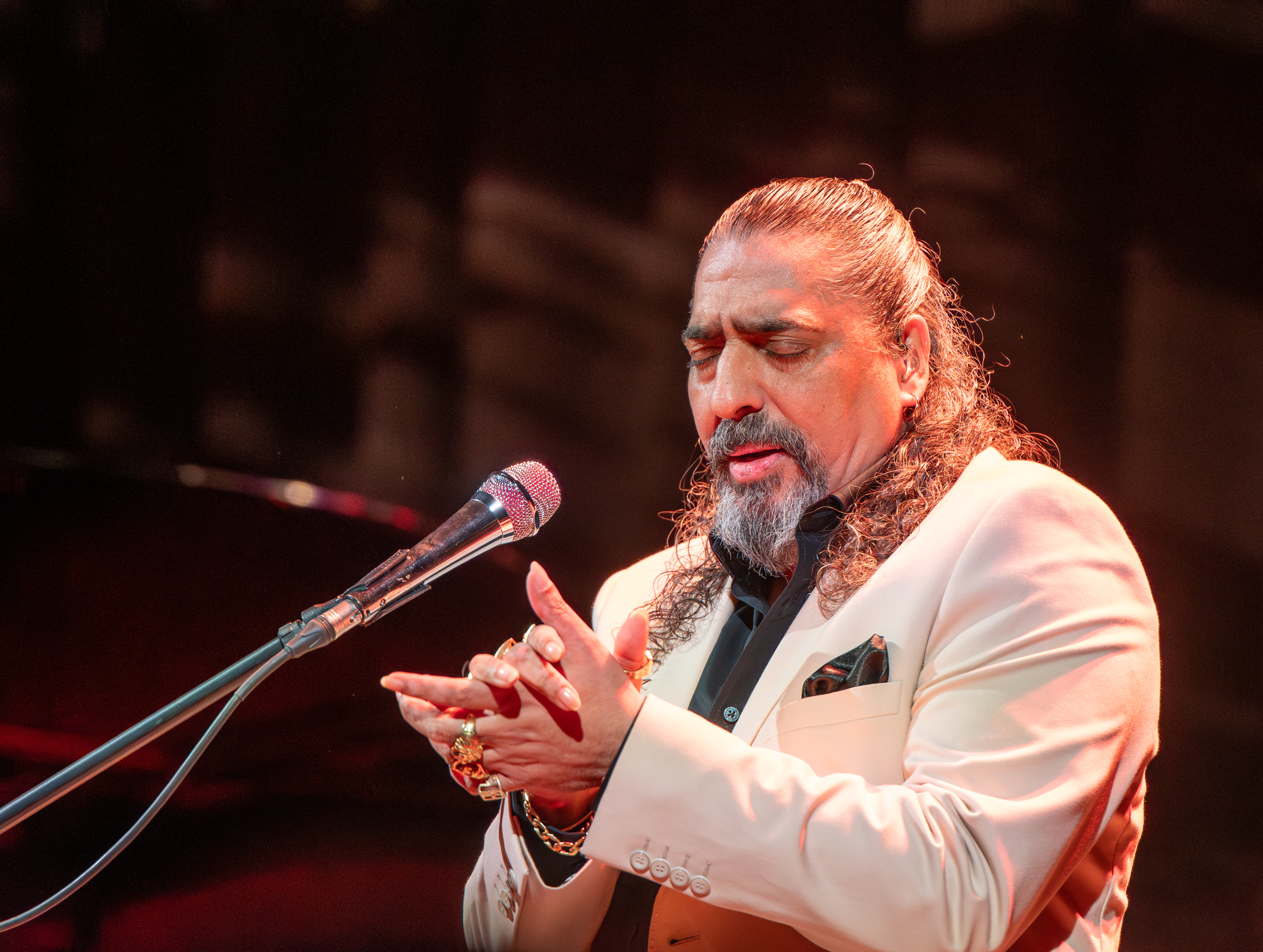
Diego el Cigala (2024).

Diego Ramón Jiménez Salazar,  El Cigala, född 27 december 1968 i Madrid i Spanien, är en spansk flamencosångare.
El Cigala växte upp i en familj av romska artister och intellektuella i Madrid. Han började sjunga på flamencoklubbar och uppmärksammades så småningom av kända flamencosångare och började turnera med dem. I slutet av 1990-talet kom hans första album Undebel, varefter han blev solosångare. Han har sedan dess fått två Grammy Awards.
Ett av hans främsta album är Lágrimas Negras 2003, ett samarbete med den då 85-årige kubansk-svenske jazzpianisten Bebo Valdés. 

## Diskografi
- 1998 – Undebel
- 2000 – Entre vareta y Canasta
- 2001 – Corren tiempos de alegría
- 2002 – Teatro Real
- 2003 – Blanco y Negro en vivo, med Bebo Valdés
- 2003 – Lágrimas negras, med Bebo Valdés
- 2005 – Picasso en mis ojos
- 2008 – Dos lágrimas
- 2010 – Cigala & Tango
- 2013 – Romance de la luna Tucumana